# Rajah-Ratten
Die Rajah-Ratten (Maxomys) sind eine Nagetiergattung aus der Gruppe der Altweltmäuse (Murinae).

## Allgemeines
Rajah-Ratten erreichen eine Kopfrumpflänge von 10 bis 24 Zentimeter, hinzu kommt ein 8 bis 22 Zentimeter langer Schwanz. Das Gewicht variiert je nach Art zwischen 35 und 285 Gramm. Ihr Fell ist an der Oberseite rötlichbraun bis dunkelbraun gefärbt, die Unterseite ist weiß, grau oder hellbraun. Auch der beschuppte Schwanz ist oben dunkler und unten heller gefärbt. Charakteristisch für die Gattung sind der schlanke und langgestreckte Hinterfuß, der relativ kurze Schwanz und verschiedene Details im Schädelbau.
Das Verbreitungsgebiet der Rajah-Ratten erstreckt sich in Südostasien vom Myanmar bis Sulawesi. Sie leben auf dem Boden von tropischen Regenwäldern und klettern nie auf Bäume. Sie legen Baue an, die zu einer mit Blättern ausgepolsterten Nestkammer führen. Die Nahrung sind hauptsächlich Wurzeln, Fallobst und 
andere Pflanzenteile, als Beikost aber auch Insekten. Alle Rajah-Ratten leben verborgen und meiden die Nähe des Menschen.

## Systematik
Laut Wilson & Reeder (2005) nehmen die Rajah-Ratten innerhalb der Altweltmäuse eine isolierte Position ein und werden darum in einer eigenen Gattungsgruppe, der Maxomys-Gruppe eingeordnet. Nach den genetischen Untersuchungen von Lecompte et al. (2008) sind sie Teil einer vorwiegend in Südostasien, Neuguinea und Australien verbreiteten Radiation der Altweltmäuse, den Rattini.
Insgesamt werden 17 Arten unterschieden:
- Gebirgs-Rajah-Ratte (Maxomys alticola) lebt im nördlichen Borneo.
- Kleine Rajah-Ratte (Maxomys baeodon) ist von einigen verstreuten Orten im nördlichen Borneo bekannt.
- Bartels-Rajah-Ratte (Maxomys bartelsii) bewohnt das westliche und mittlere Java.
- Dollmann-Rajah-Ratte (Maxomys dollmani) ist auf Sulawesi endemisch.
- Hellwald-Rajah-Ratte (Maxomys hellwaldi) kommt ebenfalls nur auf Sulawesi vor.
- Sumatra-Rajah-Ratte (Maxomys hylomyoides), eine kaum bekannte Art, lebt im westlichen Sumatra.
- Malaiische Rajah-Ratte (Maxomys inas) bewohnt die Malaiische Halbinsel.
- Breitnasen-Rajah-Ratte (Maxomys inflatus) lebt in Gebirgsregionen auf Sumatra.
- Indochinesische Rajah-Ratte (Maxomys moi) kommt in Vietnam und Laos vor.
- Musschenbroek-Rajah-Ratte (Maxomys musschenbroekii) ist auf der Insel Sulawesi beheimatet.
- Ockerbauch-Rajah-Ratte (Maxomys ochraceiventer) lebt in Teilen des nördlichen Borneo.
- Pagai-Rajah-Ratte (Maxomys pagensis) ist auf den Mentawai-Inseln vor der Küste Sumatras endemisch.
- Palawan-Rajah-Ratte (Maxomys panglima) bewohnt Palawan und benachbarte Inseln im Süden der Philippinen.
- Braune Rajah-Ratte (Maxomys rajah) kommt auf der Malaiischen Halbinsel, Sumatra und Borneo vor.
- Rote Rajah-Ratte (Maxomys surifer), die weitverbreitetste Art, lebt in weiten Teilen Südostasiens bis Java und Borneo.
- Watts-Rajah-Ratte (Maxomys wattsi) ist nur von einem Fundort auf Sulawesi bekannt.
- Whitehead-Rajah-Ratte (Maxomys whiteheadi) kommt auf der Malaiischen Halbinsel, Sumatra und Borneo vor.

Die IUCN listet M. pagensis und M. wattsi als „stark gefährdet“ (endangered), M. inflatus, M. rajah und M. whiteheadi gelten als „gefährdet“ (vulnerable). Für M. baeodon, M. dollmani, M. hylomyoides und M. ochraceiventer sind zu wenig Daten verfügbar, die übrigen Arten sind „nicht gefährdet“ (least concern).